# レニー・ブルース
レニー・ブルース（Lenny Bruce, 1925年10月13日 - 1966年8月3日）は、ユダヤ系アメリカ人のスタンダップ・コメディアンである。その活動はアメリカにおける言論の自由の象徴となり、後世の人物に多大な影響を与えた。

## 概要
1950年代後半から1960年代前半にかけて、それまでタブーとされていた政治、宗教、人種差別、同性愛、中絶、セックス、麻薬、広告批判、貧困などアメリカ社会の抱える矛盾をテーマに過激なトークショーを行ない人気を博した。
言動を問題視した当局に目をつけられた1961年以降、公然猥褻を理由に度々逮捕され、1964年有罪判決を受ける。
弾圧により活動を制限され経済的に困窮した1966年8月3日、自宅の差し押さえ通知を受けた当日、急性モルヒネ中毒で死去した。享年40歳。

## 経歴

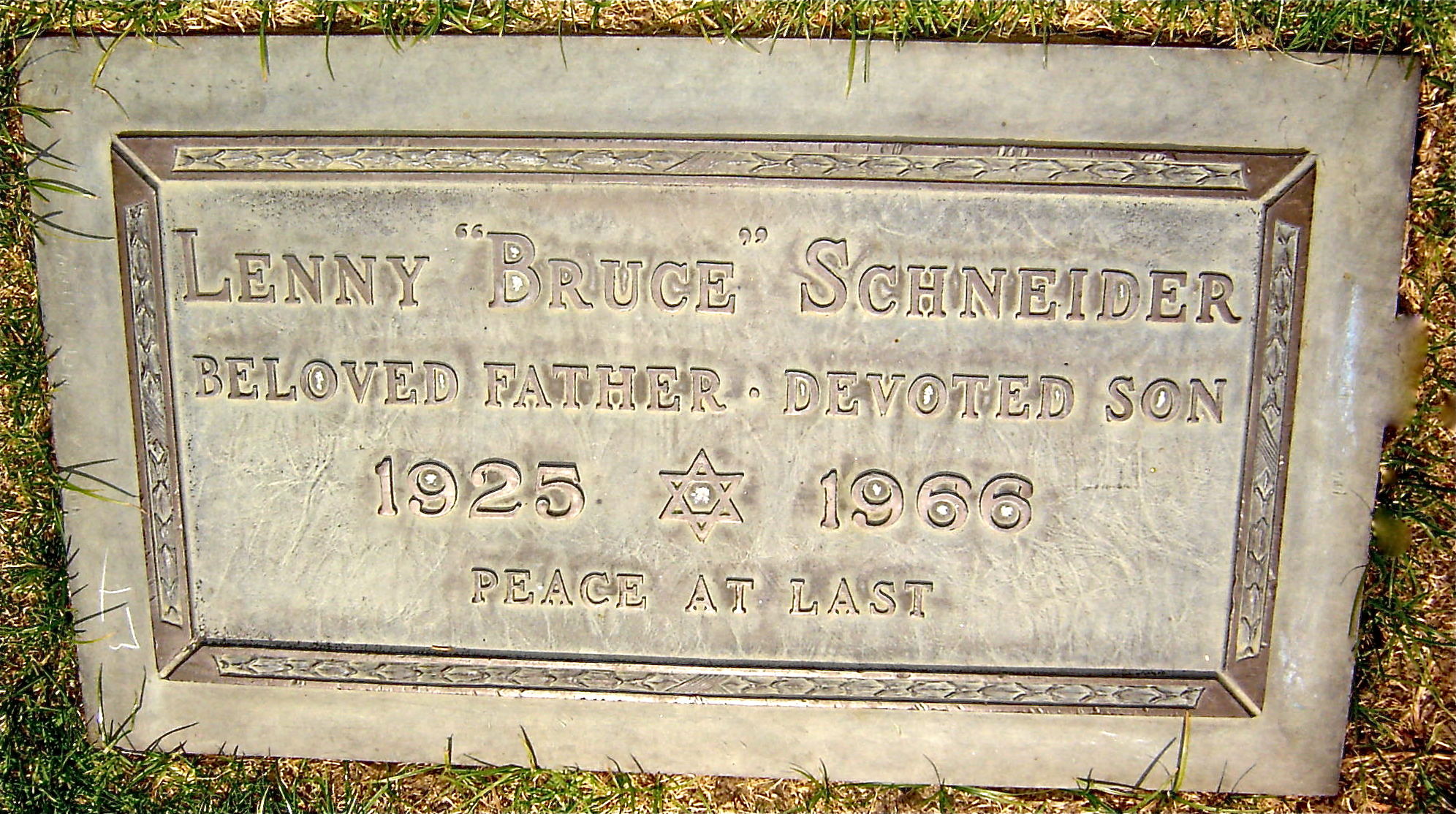
エデンメモリアルパーク墓地にある墓

ニューヨーク州ミネオラの貧民街でユダヤ系イギリス人で靴商人の父マイロン・シュナイダーとクイーンズ出身の母サリー・マーの間に生まれる。5歳の時に両親が離婚し、芸人に転身した母親や親戚に育てられる。16歳で家を出て、ロングアイランドの農場で働く。
1942年、海軍に入隊し、ブルックリン乗務員として第二次世界大戦に派遣される。その際、「同性愛が発覚した場合は除隊」になる当時の規定を利用し、女装をして同性愛者を装い、医師の認定を受けて除隊が認められた。
1946年、退役し、母とニューヨークで生活をする。
1947年、ブルースに改姓し、母の芸風を模倣したコメディアンとしてデビューをする。
1948年、ラジオ番組『アーサー・ゴッドフリー・タレント・スカウト』で映画スターのモノマネを披露して優勝する。
1951年、ストリップ劇場の仕事で知り合ったアーカンソー州出身のストリッパーハニー・ハーロウと結婚し、夫婦でのステージ活動を始める。同年、フロリダ州マイアミで司祭と偽り寄付を募った詐欺行為で逮捕される。またピッツバーグで自動車事故を起こし、夫婦ともに重傷を負っている。
1953年、ロサンゼルスに移り住み、脚本を担当した映画『Dance Hall Racket』（フィル・タッカー監督）に妻と共に出演する。
1954年、『Dream Follies』（フィル・タッカー監督）、『The Rocket Man』（アラン・ルドルフの父であるオスカー・ルドルフ監督）の脚本を担当する。
1955年、短編映画『The Leather Jacket』を脚本し、母と共演する。娘キティが誕生する。
歌手・女優のアニー・ロスと恋に落ちる。
1957年1月、離婚。以降、風刺芸の先駆者で友人のモート・サールに影響され、芸風が社会風刺色を強めていく。
1958年頃から「シック・コメディ」と名付けられるほど社会的評価の低かった風刺芸で徐々に人気を博していく。但し彼自身はシック・コメディの名称に異を唱えた。
1959年4月、人気番組『スティーブ・アレン・ショー』に出演し、全国区の人気を得る。その際、司会のスティーブ・アレンに「私たちの時代の最もショッキングなコメディアン」と紹介された。
1961年2月、カーネギー・ホールで公演を行う。9月、フィラデルフィアにて麻薬所持で逮捕される。
同年10月4日、サンフランシスコのナイトクラブ「Jazz Workshop」での「コックサッカー（Cocksucker）」という性的隠語の使用により公然猥褻罪で逮捕される。弁護団が組織され、アメリカ合衆国憲法修正第1条で保証された言論の自由を巡る裁判が行われる。翌年に無罪を勝ち取るが、これ以降警察によるショーの監視が続き、2年間に計15回逮捕されている。その後、法律を勉強し弁護人を解雇して自ら裁判での弁護を担当するようになる。
1962年、イギリスのコメディアンのピーター・クックに招かれ、クックとニコラス・ルアードが設立したナイトクラブ「The Establishment」の舞台に立つ。9月、プロモーターのリー・ゴードンに招かれてオーストラリア・シドニーで公演を行うが、卑猥な内容やナチス式敬礼などの不適切な言動が翌日の豪デイリー・ミラーで報道され問題となり、2週間の予定だった公演が初日のみで中止になる。この時、再入国禁止処分を受けたとの伝聞があるが、実際には主催者やクラブ経営者が規制されたのみでレニー自身には罰則は課せられておらず、数日後シドニーの繁華街キングス・クロスで舞台に上がっている。
この時期、10月に開会した第2回バチカン公会議の影響でカトリック・ジョークが流行し、彼も多用するようになる。
1963年1月、ロサンゼルスにて再び麻薬所持で逮捕される。4月、処方箋を利用し合法的に麻薬を入手していたイギリスへの再入国禁止措置が取られる。
1964年4月、ニューヨーク・グリニッジ・ビレッジのナイトクラブ「カフェ・オ・ゴー・ゴー（Cafe au Go Go）」での発言によりクラブ経営者ハワード・ソロモンとともに公然猥褻罪で逮捕される。ソール・ベロー、アーサー・ミラー、ノーマン・メイラー、ゴア・ヴィダル、ウディ・アレン、ボブ・ディラン、アレン・ギンズバーグ、スーザン・ソンタグ、ジュールズ・ファイファーら各界の著名人による請願運動が起きたが、11月に懲役4ヶ月の有罪判決を受け、控訴審を起こす。
彼を起用したナイトクラブの酒類販売免許取り消しなどの弾圧が強まった結果、仕事場を失い経済的に困窮し、1965年秋に破産宣告を受ける。前衛雑誌『ザ・リアリスト』編集長ポール・クラスナーの支援で自伝を出版し、12月にはフランク・ザッパらの支援によりバークレー・コミュニティ・シアターでトークショーを開いた。
1966年6月25日、サンフランシスコのフィルモア・オーディトリアムで最後のショーを行う。この頃、交際していたコメディアンのロータス・ウェインストックと婚約している。
同年8月3日、ハリウッド・ヒルズの自宅の差し押さえ通知を受けた後、モルヒネを過剰摂取し死亡する。バスルームの床に裸で仰向けになった遺体の腕には注射針が刺さったままであった。部屋にあったタイプライターに「修正第4条を妨害する陰謀…（Conspiracy to interfere with the fourth amendment const…）」などと書かれた文章が残されており、警察は偶発的な薬物中毒死と公式発表した。フィル・スペクターが費用を出し、ロサンゼルスのユダヤ人墓地「エデンメモリアルパーク墓地」で葬儀が行われ埋葬された。
2003年12月、ロビン・ウィリアムズ、スマザーズ・ブラザーズ、マーガレット・チョーらの請願によりジョージ・パタキニューヨーク州知事が生前の有罪判決に対して恩赦を与える。

## 名言
- 「I'm not a comedian. I'm Lenny Bruce.」
- 「There’s nothing sadder than an old hipster.」

## 映画
- 『Dance Hall Racket（英語版）』1953年 監督フィル・タッカー
- 『Dream Follies』1954年 監督フィル・タッカー
- 『The Rocket Man（英語版）』1954年 監督オスカー・ルドルフ
- 『The Leather Jacket』1955年 短編
- 『Lenny Bruce』（通称 The Lenny Bruce Performance Film）1967年  監督ジョン・マグナスン。1965年8月のライブ映像を映画化した。
- 『Thank You Mask Man（英語版）』1968年制作 1971年公開 短編アニメーション 監督ジェフ・ヘイル。同性愛嫌悪を取り上げた生前のライブ音源を元にローン・レンジャーとインディアンの相棒トントとの関係を描いたパロディ。1969年サンフランシスコ国際映画祭での初上映予定が検閲を受けて中止になるなどしたが、後にゲイ・コミュニティでカルト的な人気を得た[23]。

## 書籍
- 『How to Talk Dirty and Influence People（英語版）（やつらを喋りたおせ! レニー・ブルース自伝）』1965年 （日本語版 1977年 藤本和子訳）

タイトルはデール・カーネギー著『How to Win Friends and Influence People（人を動かす）』のパロディ。

## レコード
- 『Interviews Of Our Times』ファンタジー・レコード（1958年）
- 『Togetherness』ファンタジー・レコード（1959年）
- 『The Sick Humor Of Lenny Bruce』ファンタジー・レコード（1959年）
- 『I Am Not A Nut, Elect Me!』ファンタジー・レコード（1960年）
- 『American』ファンタジー・レコード（1961年）
- 『Is Out Again』自主製作版（1964年）、フィレス・レコード（1966年版）
- 『The Berkeley Concert』ビザール・レコード（1969年）※フランク・ザッパのプロデュース
- 『The Law, Language And Lenny Bruce』フィル・スペクター・レコード（1974年）※フィル・スペクターのプロデュース

## レニー・ブルースを題材にした作品
演劇
- 『Lenny』1971年初演 脚本ジュリアン・バリー、演出トム・オホーガン、主演クリフ・ゴーマン。ブルックス・アトキンソン劇場で1971年5月から1972年6月まで計453回の公演が行われた[24]。1972年に同作品で主演のゴーマンは第26回トニー賞 演劇主演男優賞を受賞する。
- 『Lenny Bruce: 13 Daze Un-Dug In Sydney 1962』オーストラリア作品。2013年4月初演（タマラマ・ロックサーファーズ劇場）シドニーで過ごした13日間のエピソードを描いた同タイトルの書籍（2010年）を下敷きにして、2011年に発見された舞台音源の内容を再現し舞台化した。原作ダミアン・クリンガス、脚本ベニート・ディ・フォンゾ、演出ルシンダ・グリーソン、主演サム・ハフト。

映画
- 『Lenny Bruce Without Tears』1972年 ドキュメンタリー。監督フレッド・ベイカー。
- 『レニー・ブルース』（原題 Lenny）1974年（日本公開1975年）舞台版の映画化。監督ボブ・フォッシー、脚本ジュリアン・バリー、主演ダスティン・ホフマン。
- 『Looking For Lenny』2011年 監督エラン・ゲイル（英語版）。ドキュメンタリー。

テレビ
- 『Lenny Bruce: Swear to Tell the Truth（英語版）』HBO 1998年 第51回エミー賞クリエイティブ・アート・編集賞ノンフィクション部門受賞作品。監督ロバート・B・ウェイド（英語版）、ナレーターロバート・デ・ニーロ。高校時代に見た映画『Lenny』に感銘を受けたウェイドが1984年のテレビ番組『The Great Standups』制作のため親しくなった母サリー・マーや婚約者ロータス・ウェインストックに取材を重ね完成させた。テレビ放映に先駆けて限定的に劇場公開し、第71回アカデミー長編ドキュメンタリー映画賞にもノミネートされている[25]。
- 『マーベラス・ミセス・メイゼル』Amazonビデオ 2017年

## 影響を受けた人物
- ジョージ・カーリン 1962年12月シカゴのナイトクラブ「Gate of Horn」でのブルースの逮捕時に居合わせ、警察に反抗したため逮捕されている[26]。この時の経験がきっかけで過激な風刺芸に転向して、1972年には持ちネタ『Seven Words You Can Never Say on Television』が原因となり公然猥褻で逮捕される[27]。1973年発表の新ネタ『Filthy Words』が収録されたアルバムがラジオで放送され、通報があった連邦通信委員会とラジオの運営団体パシフィカ財団との間で放送における猥褻規制を巡り最高裁まで争われるきっかけを作った。
- リチャード・プライヤー
- スマザーズ・ブラザーズ
- ポール・クラスナー 1958年に前衛雑誌『ザ・リアリスト』を創刊した。
- ジョン・メイオール

1969年のアルバム『The Turning Point』収録曲『The Laws Must Change』で「レニー・ブルースは死ぬ前に多くのことを伝えようとしていた…（Lenny Bruce was trying to tell you Many things before he died…）」と歌った
- フィル・オクス

『The Harder They Fall』で「Mother Goose is on the loose, stealing lines from Lenny Bruce」と歌った。
- ジョーン・リバーズ

1994年に母サリー・マーの生涯を描いた舞台『Sally Marr...and Her Escorts』でサリー役を演じ、本人とも共演する。
- フランク・ザッパ

1965年12月にバークレーコミュニティシアターでのトークショー開催を支援する。彼の死後、1969年にライブ・アルバム『レニー・ブルース - バークレー・コンサート』をビザール・レコードから発売。
- フィル・スペクター

ビルボード誌に「アメリカの最も重要で誠実な哲学者は、過度の警察から亡くなった」と追悼文を寄稿した。彼の死後、1974年に『The Law, Language And Lenny Bruce』をフィル・スペクター・レコードから発売。
- ニコ

1967年10月発売のアルバム『Chelsea Girl』収録曲『Eulogy To Lenny Bruce』（ティム・ハーディ作詞・作曲）で取り上げた。
- ボブ・ディラン

1981年のアルバム『ショット・オブ・ラブ』にリスペクトソング『レニー・ブルース』を収録。
- キース・リチャーズ

10代で影響を受け、その後共演している（自伝『Life』2011年）。
- グレイス・スリック

Great Society時代に発表した1968年のアルバム『Conspicuous Only in its Absence』収録曲『Father Bruce』で取り上げた。
- ビートルズ

『サージェント・ペパーズ・ロンリー・ハーツ・クラブ・バンド』のジャケットに肖像を使用。
- オノ・ヨーコ、ジョン・レノン

1972年のアルバム『サムタイム・イン・ニューヨーク・シティ』収録曲『ウィアー・オール・ウォーター（We're All Water）』（オノ・ヨーコ作詞・作曲）で「There may not be much difference Between Marilyn Monroe and Lenny Bruce」と歌った。
- サイモン&ガーファンクル

アルバム『パセリ・セージ・ローズマリー・アンド・タイム』収録曲『簡単で散漫な演説』で「レニー・ブルースから真実を学んだ」と歌った。同『7時のニュース/きよしこの夜』ではアナウンサーのチャーリー・オドネルがブルースの訃報を読み上げている。
- R.E.M.

1987年のアルバム『Document』収録曲『It's the End of the World as We Know It (And I Feel Fine)』で「レニー・ブルースは恐れていない（Lenny Bruce is not afraid）」と歌った。
- ジェネシス

1974年のアルバム『眩惑のブロードウェイ』収録曲『Broadway Melody of 1974 』で「Lenny Bruce, declares a truce and plays his other hand」と歌った。
- 立川談志
- ビートたけし スタイルを模した男性客限定漫才ライブを開催[32]。
- 上岡龍太郎[33]
- ロビン・ウィリアムズ
- エディー・イザード
- スティーブ・アール

2004年のアルバム『The Revolution Starts Now』収録曲『F the CC』で「ダーティー・レニーが死んで我々は自由になれた（Dirty Lenny died so we could all be free）」と歌った。
- 太田光 2013年爆笑問題の日曜サンデーでのダスティン・ホフマンとの対談で役作りの際のエピソードなどを聞き出している。
- マーガレット・チョー
- ブレンドン・バーンズ[30]
- サラ・シルバーマン
- メトリック（英語版）

2007年のアルバム『Grow Up and Blow Away』収録曲『On the Sly』で「ハロウィンのためにレニー・ブルースになりたい（For Halloween, I want to be Lenny Bruce）」と歌った。
- 村本大輔（ウーマンラッシュアワー） 2017年秋に町山智浩とBS朝日「町山智浩のアメリカの“いま”を知るTV」で共演して以降言及し始めた[34]。